# オクタゴン (プロレスラー)
オクタゴン（Octagon、1961年3月27日 - ）は、メキシコの覆面レスラー。ベラクルス州ハラパ出身。

## 来歴
ベラクルス大学卒業、石油会社に勤めながら正道会館で空手の修行を積む。
マサクレにスカウトされプロレス入り。ラウル・レイエスの元で4年間修行しEMLL入り。
1981年12月6日にメキシコシティにてラ・アメナサ・エレガンテのリングネームで、対アレナ・アステカ戦でデビュー。
1989年5月からアントニオ・ペーニャのスカウトでチャック・ノリス主演のアメリカ映画『オクタゴン』に因んで、父親は日本人でメキシコで暗殺され復讐に立ち上がるヒーローと言う設定の下、オクタゴンの名で同年5月29日、対ピスタ・レボルシオン戦でデビュー。
1992年5月にAAAに移籍（事実上の団体立ち上げメンバーでもある）。AAAの主力メンバーとして活躍。
1997年にWWFに参戦。
偽者（ルード）およびミニ・エストレージャ（ミゼットレスラー）が同コスチューム色違いで数人存在する。ペンタゴンという悪役が過去に3人存在し、オクタゴンと死闘を繰り広げた。現在はオクタゴンシートというミニ・エストレージャが2人いる。
2014年にAAAを解雇。オクタゴンは解雇の不当性とオクタゴンというリングネーム、キャラクター性の知的財産保有を訴え2019年に勝訴した。
長らく「未来日のルチャの大物」であったが、2000年7月のAAA『トリプレマニア8』大会で初来日。2025年4月27日に行われた両国国技館「LUCHA FIESTA ESPECIAL」で25年ぶりの来日を果たした。息子のイホ・デ・オクタゴンと組み、パンテーラJr.＆佐々木大輔組と対戦した。

## 獲得タイトル
- AAA殿堂
- メキシコナショナルミドル級王座 : 4回
- メキシコナショナルタッグチーム王座 : 1回
- メキシコナショナルトリオ王座 : 2回

## 得意技
- グランド卍固め
- 空手殺法